# Zona reservada Sierra del Divisor
Para la cadena montañosa en general, véase Sierra del Divisor; para el parque brasilero, véase Parque nacional de la Sierra del Divisor.
La zona reservada Sierra del Divisor abarca territorios de las provincias de Requena y Ucayali en el departamento de Loreto en el Perú.
En la zona habita los pueblos indígenas shipibos conibos e isconahuas y grupos no contactados. Asimismo protege la formación montañoso en el llano amazónico que brinda las fuentes de agua a las ciudades de Requena, Contamana y al pueblo de Orellana. Posee cerca de Contamana en el sector oeste de la zona aguas termales sulfurosas y colpa de guacamayos.

## Historia
El área fue promulgada como zona reservada el 5 de abril de 2006 con una superficie de 1 478 311.39 ha. El 8 de noviembre de 2015 se promulgó la ley que lo convierte en parque nacional con una área de 1 354 485.10 ha; una pequeña parte con 62 234.62 ha continua como zona reservada.

## Ubicación
Está ubicada en los distritos de Maquía en la provincia de Requena y Vargas Guerra y Contamana ambos en la provincia de Ucayali, región Loreto. La zona comprende 62.234,62 ha y limita al norte con quebrada Yamia, al este con río Pacaya, al sur con un río tributario del Ucayali y por último al oeste con los tributarios de la quebrada Chumuya y Uchpillo.

## Clima
El clima es cálido y húmedo. La temperatura media anual es de 25 °C. La precipitación alcanza entre los 1,600 y 2,000 mm. La época de lluvias se da entre octubre y mayo.

## Biodiversidad
En las formaciones calizas en las sierras de Contamana, Contaya y Jaquerana crece los bosques enanos y manchales de bromelias terrestres.